# Liksidig triangel

Liksidig triangel

En liksidig triangel är en triangel vars sidor är lika långa. Alla vinklar i en sådan triangel är 60° ({\displaystyle \scriptstyle {\frac {\pi }{3}}}) eftersom en triangels totala vinkelsumma är 180° ({\displaystyle \textstyle \pi }).
En liksidig triangel är en regelbunden polygon med tre sidor och har därför Schläfli-symbolen {\displaystyle \scriptstyle \left\{3\right\}}.

## Egenskaper

Figur 2. Den liksidiga triangeln. Dess inskrivna cirkel är röd, och den omskrivna cirkeln är grön.

För den liksidiga triangeln {\displaystyle \triangle ABC} med sidlängden {\displaystyle a} i figur 2 gäller:

### Den liksidiga trianglens höjd
En liksidig triangels höjd ges av: {\displaystyle h={\frac {\sqrt {3}}{2}}a}
Härledning
Betrakta exempelvis den rätvinkliga triangeln {\displaystyle \triangle AC'C} i figur 2 med längden på hypotenusan {\displaystyle |{\overline {AC}}|=a} och längden på kateterna {\displaystyle |{\overline {AC'}}|={\frac {a}{2}}} respektive {\displaystyle |{\overline {CC'}}|=h}
Pythagoras sats ger:
{\displaystyle a^{2}=({\frac {a}{2}})^{2}+h^{2}={\frac {a^{2}}{4}}+h^{2}\Leftrightarrow }
{\displaystyle h^{2}=a^{2}-{\frac {a^{2}}{4}}={\frac {3a^{2}}{4}}\Leftrightarrow }
{\displaystyle h={\sqrt {\frac {3a^{2}}{4}}}={\frac {\sqrt {3}}{2}}a}
Omvänt har vi också {\displaystyle a={\frac {2h}{\sqrt {3}}}}

### Den liksidiga triangelns area
En liksidig triangels area ges av: {\displaystyle A={\frac {a^{2}{\sqrt {3}}}{4}}={\frac {h^{2}}{\sqrt {3}}}}
Härledning
{\displaystyle A={\frac {h\cdot a}{2}}}
med höjden enligt ovan {\displaystyle h={\frac {\sqrt {3}}{2}}a} får vi
{\displaystyle A={\frac {{\frac {\sqrt {3}}{2}}a\cdot a}{2}}={\frac {a^{2}{\sqrt {3}}}{4}}} och
{\displaystyle A={\frac {h\cdot a}{2}}={\frac {h\cdot {\frac {2h}{\sqrt {3}}}}{2}}={\frac {h^{2}}{\sqrt {3}}}}

### De inskrivna och omskrivna cirklarnas radier
Den inskrivna cirkelns radie ges av: {\displaystyle r={\frac {a}{2{\sqrt {3}}}}={\frac {h}{3}}={\frac {R}{2}}} och den omskrivna cirkelns radie ges av: {\displaystyle R={\frac {a}{\sqrt {3}}}={\frac {2h}{3}}=2r}
Härledning
Betrakta de båda kongruenta rätvinkliga trianglarna {\displaystyle \triangle AMC'} och {\displaystyle \triangle ABA'}. Hypotenusans längd hos dessa är {\displaystyle R} respektive {\displaystyle a} medan den till hörnet {\displaystyle A} motstående kateten har längden {\displaystyle r} respektive {\displaystyle {\frac {a}{2}}}
{\displaystyle {\frac {R}{r}}={\frac {a}{({\frac {a}{2}})}}=2\Leftrightarrow R=2r}
Vi ser också att höjden {\displaystyle h=|{\overline {CM}}|+|{\overline {MC'}}|=R+r} och då {\displaystyle h={\frac {\sqrt {3}}{2}}a} enligt ovan har vi:
{\displaystyle 3r=R+r=h={\frac {\sqrt {3}}{2}}a\Leftrightarrow r={\frac {a}{2{\sqrt {3}}}}={\frac {({\frac {2h}{\sqrt {3}}})}{2{\sqrt {3}}}}={\frac {h}{3}}} och
{\displaystyle R=2r=2\cdot {\frac {a}{2{\sqrt {3}}}}={\frac {a}{\sqrt {3}}}} och {\displaystyle R=2r={\frac {2h}{3}}}